# Piégut-Pluviers
Piégut-Pluviers är en kommun i departementet Dordogne i regionen Nouvelle-Aquitaine i sydvästra Frankrike. Kommunen ligger i kantonen Bussière-Badil som tillhör arrondissementet Nontron. År 2022 hade Piégut-Pluviers 1 178 invånare.

## Befolkningsutveckling
Antalet invånare i kommunen Piégut-Pluviers
Referens:INSEE